# Kristoffer Peterson
Kristoffer Peterson (Göteborg, 28 november 1994) is een Zweeds voetballer die bij voorkeur als aanvaller speelt. Hij komt uit voor Fortuna Sittard.

## Clubcarrière

### Liverpool
In januari 2011 liet Peterson zijn geboorteland achter zich om zich aan te sluiten in de Liverpool Academy. Op 28 november 2013 werd hij uitgeleend aan Tranmere Rovers. Twee dagen later maakte hij namens deze club zijn debuut in het betaald voetbal, in de League One tegen Colchester United. Op 16 juli 2014 scoorde Peterson in de voorbereiding van het nieuwe seizoen voor Liverpool tegen het Deense Brøndby na voorbereidend werk van Jordon Ibe. Drie dagen later scoorde hij opnieuw voor Liverpool, ditmaal tegen Preston North End.

### FC Utrecht
Op 27 augustus 2014 maakte Peterson de overstap naar FC Utrecht, waar hij een contract tekende voor vier seizoenen. Op donderdag 29 januari 2015 liep Peterson een gebroken kaak op door toedoen van zijn ploeggenoot Anouar Kali. Aanleiding was een opstootje tijdens de training van FC Utrecht. De Zweedse aanvaller was naar verwachting zes weken uitgeschakeld. Kali kreeg een boete van de technische staf en een aanvullende straf van de clubleiding. Op zondag 8 maart 2015 maakte Peterson zijn rentree met een invalbeurt in de thuiswedstrijd tegen AZ. Peterson scoorde de 5-1 in de met 6-2 gewonnen wedstrijd. In januari 2016 werd hij tot het einde van het seizoen verhuurd aan Roda JC Kerkrade. Peterson werd nooit vaste basisspeler van Utrecht. Na dertig wedstrijden in drie seizoenen vertrok hij uit de Domstad.

### Heracles Almelo
In de winter van 2017 maakt Peterson de overstap naar Heracles Almelo, waar hij een contract tekent tot de zomer van 2019, met een optie voor nog een jaar. Het seizoen 2018/19 begint Peterson uitstekend. Met zes goals na vijf wedstrijden is hij zelfs gedeeld topscorer van de Eredivisie. Ook ontvangt Peterson een persoonlijke prijs als speler van de maand september.

### Swansea City
In de zomer van 2019 maakte Peterson de overstap naar Swansea City, dat hem overnam van Heracles Almelo. Op 20 januari 2020 verhuurde Swansea Peterson aan FC Utrecht voor de tweede seizoenshelft. Utrecht bedwong ook een optie tot koop, maar lichtte deze niet.

### Fortuna Düsseldorf
Medio 2020 maakte Peterson de overstap van Swansea naar Fortuna Düsseldorf voor iets minder dan een half miljoen euro. Hij speelde 86 wedstrijden voor de club uit de 2. Bundesliga en scoorde 14 keer.

### Hapoel Beër Sjeva
Na drie jaar bij Fortuna Düsseldorf verkaste Peterson naar Israël, naar Hapoel Beër Sjeva. Hij kwam slechts negen keer in actie voor de club.

### Fortuna Sittard
In januari 2024 verhuisde Peterson transfervrij naar Fortuna Sittard, dat uitkwam in de Eredivisie. Hij maakte meteen op 13 januari zijn debuut, tegen Sparta Rotterdam (0-2). Hij speelde alle resterende wedstrijden van het seizoen 2023/24. Ook in het seizoen 2024/25 speelde hij veel. Hij scoorde zijn eerste doelpunt op 16 augustus 2024, tegen Almere City FC (3-0).

## Carrièrestatistieken
| Seizoen         | Club               | Competitie      | Competitie | Competitie | Beker | Beker | Overig | Overig | Totaal | Totaal |
| Seizoen         | Club               | Competitie      | Wed.       | Dlp.       | Wed.  | Dlp.  | Wed.   | Dlp.   | Wed.   | Dlp.   |
| --------------- | ------------------ | --------------- | ---------- | ---------- | ----- | ----- | ------ | ------ | ------ | ------ |
| 2013/14         | → Tranmere Rovers  | League One      | 6          | 0          | 1     | 0     | –      | –      | 7      | 0      |
| 2014/15         | FC Utrecht         | Eredivisie      | 20         | 2          | 1     | 0     | –      | –      | 21     | 2      |
| 2015/16         | FC Utrecht         | Eredivisie      | 7          | 0          | 2     | 1     | –      | –      | 9      | 1      |
| 2015/16         | → Roda JC          | Eredivisie      | 14         | 1          | 1     | 0     | –      | –      | 15     | 1      |
| 2016/17         | Jong FC Utrecht    | Eerste Divisie  | 9          | 2          | 0     | 0     | –      | –      | 9      | 2      |
| 2016/17         | FC Utrecht         | Eredivisie      | 3          | 1          | 1     | 0     | –      | –      | 4      | 1      |
| 2016/17         | Heracles Almelo    | Eredivisie      | 15         | 4          | 0     | 0     | –      | –      | 15     | 4      |
| 2017/18         | Heracles Almelo    | Eredivisie      | 32         | 7          | 3     | 2     | –      | –      | 35     | 9      |
| 2018/19         | Heracles Almelo    | Eredivisie      | 33         | 12         | 2     | 0     | –      | –      | 35     | 12     |
| 2019/20         | Swansea City       | Championship    | 7          | 0          | 4     | 1     | –      | –      | 11     | 1      |
| 2019/20         | → FC Utrecht       | Eredivisie      | 6          | 1          | 2     | 1     | –      | –      | 8      | 2      |
| 2020/21         | Swansea City       | Championship    | 0          | 0          | 1     | 0     | –      | –      | 1      | 0      |
| 2020/21         | Fortuna Düsseldorf | 2. Bundesliga   | 26         | 7          | 1     | 0     | –      | –      | 27     | 7      |
| 2021/22         | Fortuna Düsseldorf | 2. Bundesliga   | 27         | 1          | 1     | 0     | –      | –      | 28     | 1      |
| 2022/23         | Fortuna Düsseldorf | 2. Bundesliga   | 28         | 4          | 3     | 2     | –      | –      | 31     | 6      |
| 2023/24         | Hapoel Beër Sjeva  | Ligat Ha'Al     | 5          | 0          | 0     | 0     | 4      | 0      | 9      | 0      |
| 2023/24         | Fortuna Sittard    | Eredivisie      | 18         | 0          | 2     | 0     | –      | –      | 20     | 2      |
| 2024/25         | Fortuna Sittard    | Eredivisie      | 20         | 6          | 2     | 0     | –      | –      | 22     | 6      |
| Carrière totaal | Carrière totaal    | Carrière totaal | 276        | 48         | 27    | 7     | 4      | 0      | 307    | 55     |

Bijgewerkt op 25 februari 2025.

## Interlandcarrière
Peterson heeft één interland gespeeld voor het Zweeds voetbalelftal. Op 16 oktober 2018 mocht hij negen minuten spelen in een vriendschappelijke wedstrijd tegen Slowakije (1-1). Hij kwam in de ploeg voor Oscar Hiljemark. Verder speelde Peterson zeven interlands voor Zweden –21, waarin hij één maal doel trof.